# العلاقات البحرينية البوسنية
العلاقات البحرينية البوسنية هي العلاقات الثنائية التي تجمع بين البحرين والبوسنة والهرسك.

## مقارنة بين البلدين
هذه مقارنة عامة ومرجعية للدولتين:
| وجه المقارنة                                              | البحرين       | البوسنة والهرسك                                             |
| --------------------------------------------------------- | ------------- | ----------------------------------------------------------- |
| المساحة (كم2)                                             | 765           | 51.20 ألف                                                   |
| عدد السكان (نسمة)                                         | 1.49 مليون    | 3.51 مليون                                                  |
| الكثافة السكانية (ن./كم²)                                 | 194.77 ألف    | 68.55                                                       |
| العاصمة                                                   | المنامة       | سراييفو                                                     |
| اللغة الرسمية                                             | اللغة العربية | اللغة البوسنوية، اللغة الكرواتية، اللغة الصربية             |
| العملة                                                    | دينار بحريني  | مارك بوسني                                                  |
| الناتج المحلي الإجمالي (بليون دولار)                      | 35.31 مليار   | 18.17 مليار                                                 |
| الناتج المحلي الإجمالي (تعادل القوة الشرائية) بليون دولار | 64.16 مليار   | 41.35 مليار                                                 |
| الناتج المحلي الإجمالي الاسمي للفرد دولار أمريكي          | 22.60 ألف     | 4.25 ألف                                                    |
| الناتج المحلي الإجمالي للفرد دولار أمريكي                 | 45.50 ألف     | 10.43 ألف                                                   |
| مؤشر التنمية البشرية                                      | 0.824         | 0.733                                                       |
| رمز المكالمات الدولي                                      | +973          | +387                                                        |
| رمز الإنترنت                                              | .bh           | .ba                                                         |
| المنطقة الزمنية                                           | ت ع م+03:00   | توقيت وسط أوروبا، ت ع م+01:00، ت ع م+02:00، أوروبا/سراييفو ‏ |

## منظمات دولية مشتركة
يشترك البلدان في عضوية مجموعة من المنظمات الدولية، منها:
| علم المنظمة | اسم المنظمة                               | تاريخ انضمام البحرين | تاريخ انضمام البوسنة والهرسك |
| ----------- | ----------------------------------------- | -------------------- | ---------------------------- |
|             | يونسكو                                    | 18 يناير 1972        | 2 يونيو 1993                 |
|             | وكالة ضمان الاستثمار متعدد الأطراف        | 12 أبريل 1988        | 19 مارس 1993                 |
|             | الأمم المتحدة                             | 21 سبتمبر 1971       | 22 مايو 1992                 |
|             | الاتحاد البريدي العالمي                   | ?                    | ?                            |
|             | البنك الدولي للإنشاء والتعمير             | 15 سبتمبر 1972       | 25 فبراير 1993               |
|             | الاتحاد الدولي للاتصالات                  | 1975                 | 20 أكتوبر 1992               |
|             | منظمة حظر الأسلحة الكيميائية              | ?                    | ?                            |
|             | مؤسسة التمويل الدولية                     | 22 سبتمبر 1995       | 25 فبراير 1993               |
|             | المركز الدولي لتسوية المنازعات الاستشارية | 15 مارس 1996         | 13 يونيو 1997                |
|             | منظمة الشرطة الجنائية الدولية             | ?                    | ?                            |

## وصلات خارجية
- موقع وزارة الخارجية البحرينية
- موقع وزارة الخارجية البوسنية